# Luigi Denza
Luigi Denza (Castellammare di Stabia, 23 de febrero de 1846-Londres, 27 de enero de 1922) fue un profesor de canto y compositor italiano. Alcanzó gran fama por sus canciones napolitanas Funiculì, funiculà, Luna fedel y Occhi di fata, entre otras. 

## Biografía
Estudió en el Conservatorio de San Pietro a Maiella de Nápoles, donde tuvo como maestros a Paolo Serrao y Saverio Mercadante. En 1876 estrenó en Nápoles su ópera Wallenstein. Fue profesor de canto en el conservatorio napolitano. En 1880 se instaló en Londres (el mismo año en el que también lo hizo otro compositor de canciones italiano, Paolo Tosti), donde fue codirector de la Royal Academy of Music hasta 1898 y profesor de canto en esta institución hasta 1922, fecha de su muerte.
En 1880, con motivo de la inauguración del funicular del Vesubio compuso la más popular de sus canciones, Funiculì, funiculà, con versos de Giuseppe Turco. La canción tuvo gran éxito y enorme popularidad, hasta el extremo de que fue tomada como un tema folclórico napolitano por Nikolái Rimski-Kórsakov y por Richard Strauss. Este último incluyó la melodía como uno de los temas de su sinfonía Aus Italien. Denza le demandó por plagio, ganó el pleito y a partir de entonces cada vez que se interpretaba la obra sinfónica de Strauss, Denza cobraba derechos de autor.